# Jacob Grimmer
Pour les articles homonymes, voir Grimmer.

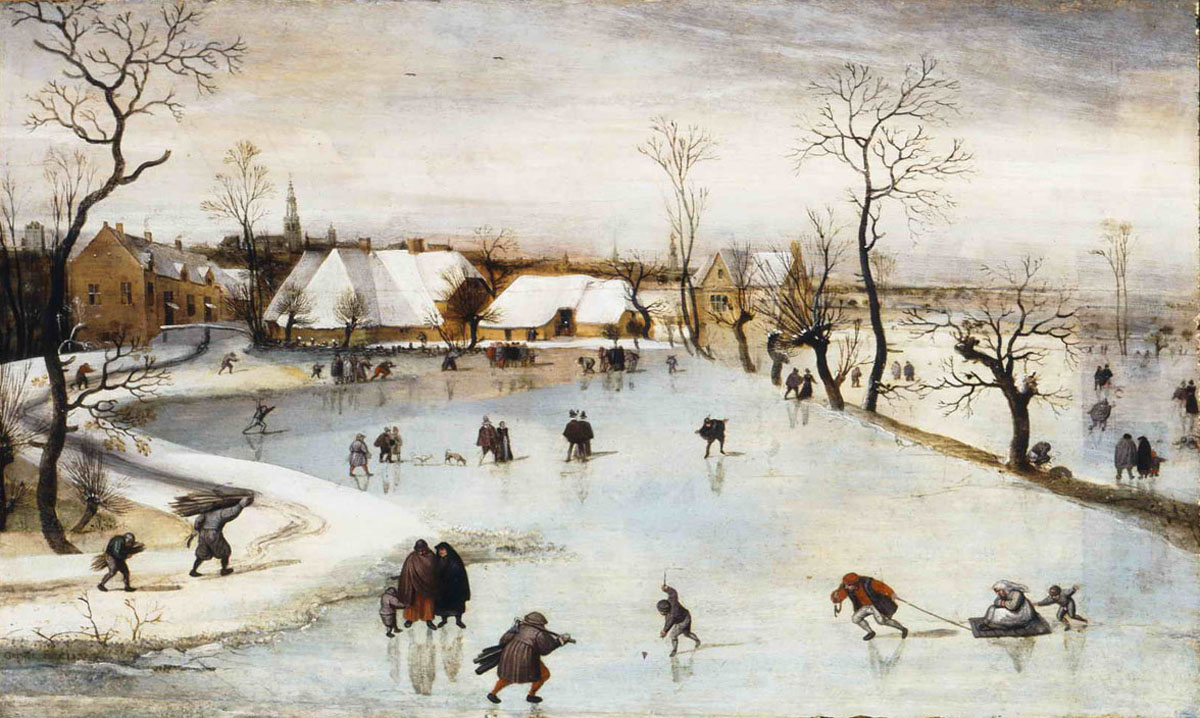
L'Hiver, musée des beaux-arts de Budapest.

Jacob Grimmer, ou Jacob Grimaer, né à Anvers vers 1525 (ou 1519) et mort en 1590, est un peintre de la Renaissance de l'École d'Anvers. Il peint surtout des paysages, de sujets religieux et des scènes de genre et est également dessinateur.

## Biographie
Il est le père d'Abel Grimmer, peintre.

## Œuvres

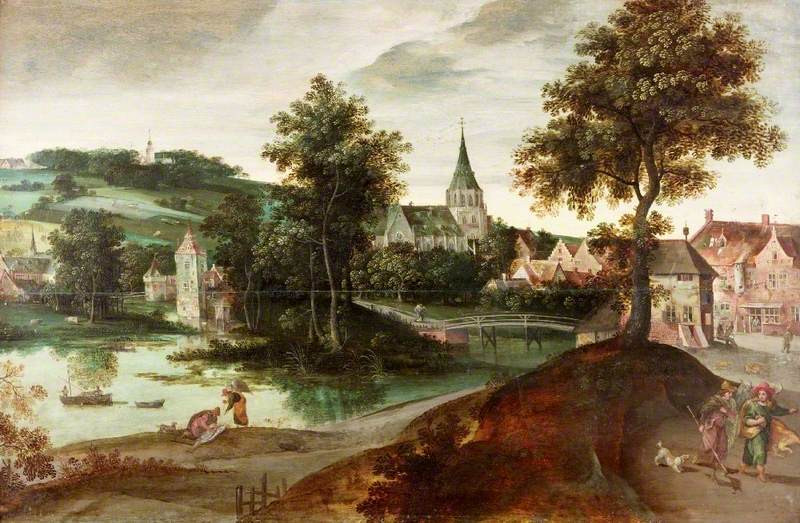
Tobie et l'Ange (vers 1567), Shipley Art Gallery (Gateshead).

- 1578 : Vue du Kiel à Anvers, au Musée royal des beaux-arts, à Anvers.
- 1587 : Vue de l'Escaut, au Musée royal des beaux-arts, à Anvers.
- inconnue : Paysage d'Automne, au Musée national des beaux-arts d'Alger, à Alger.